# Eierschneider

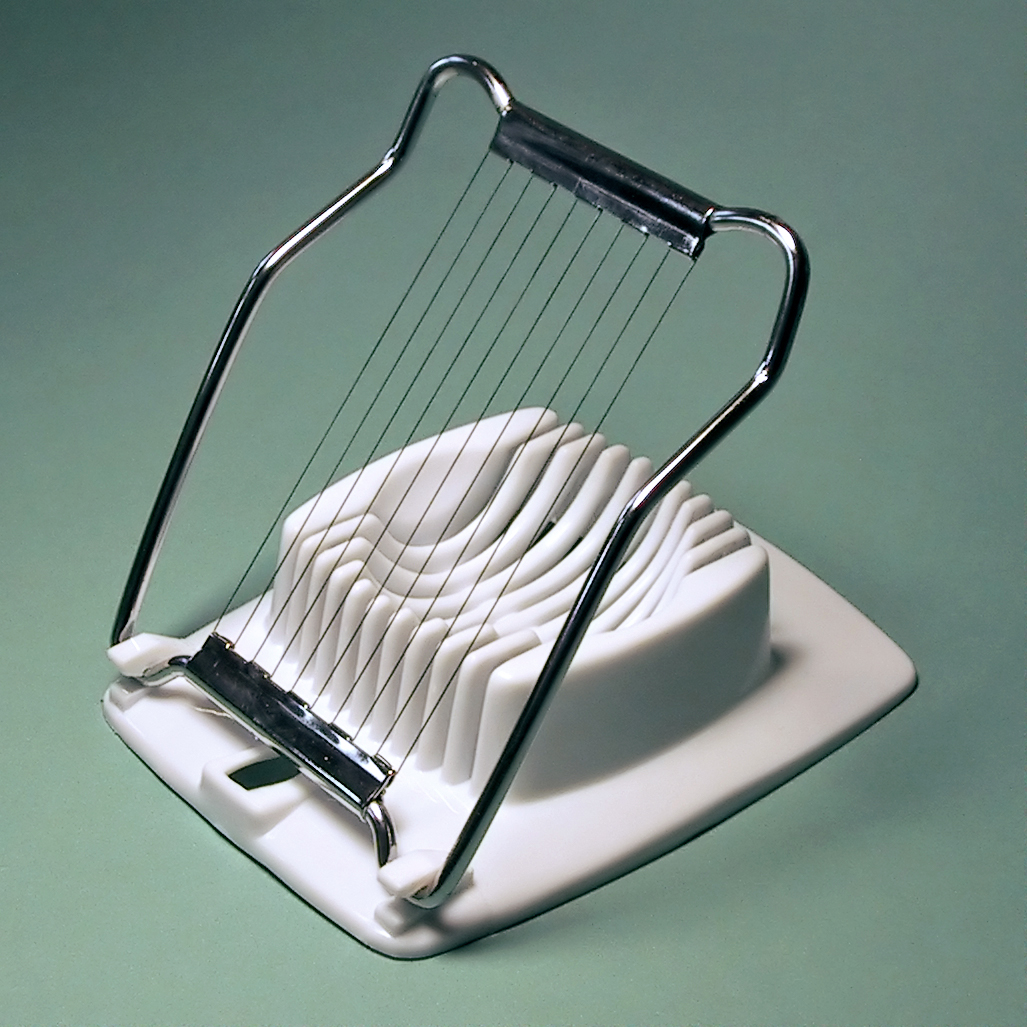
Einfacher Eierschneider aus Kunststoff

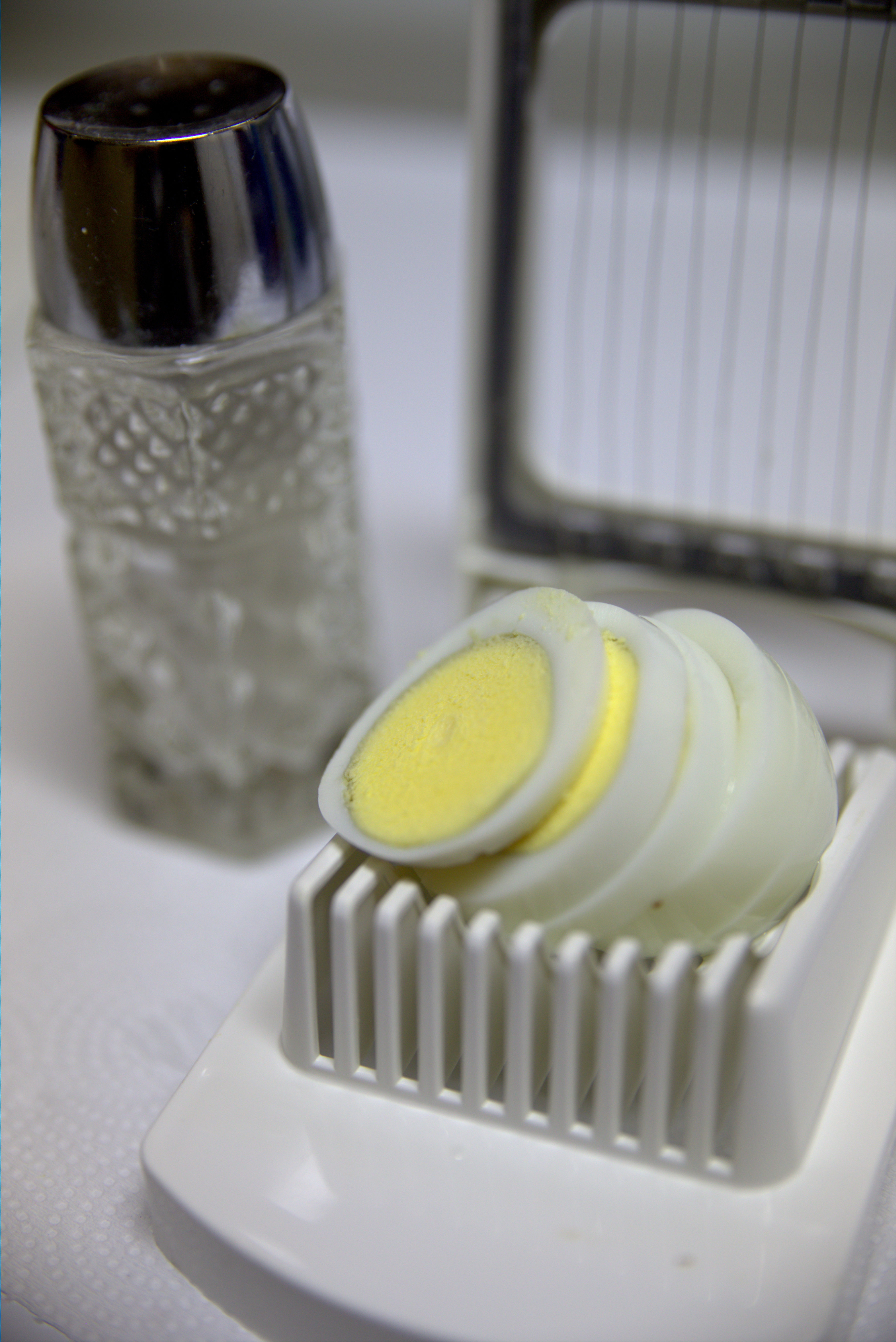
Eischeiben

Benutzung eines Eierschneiders

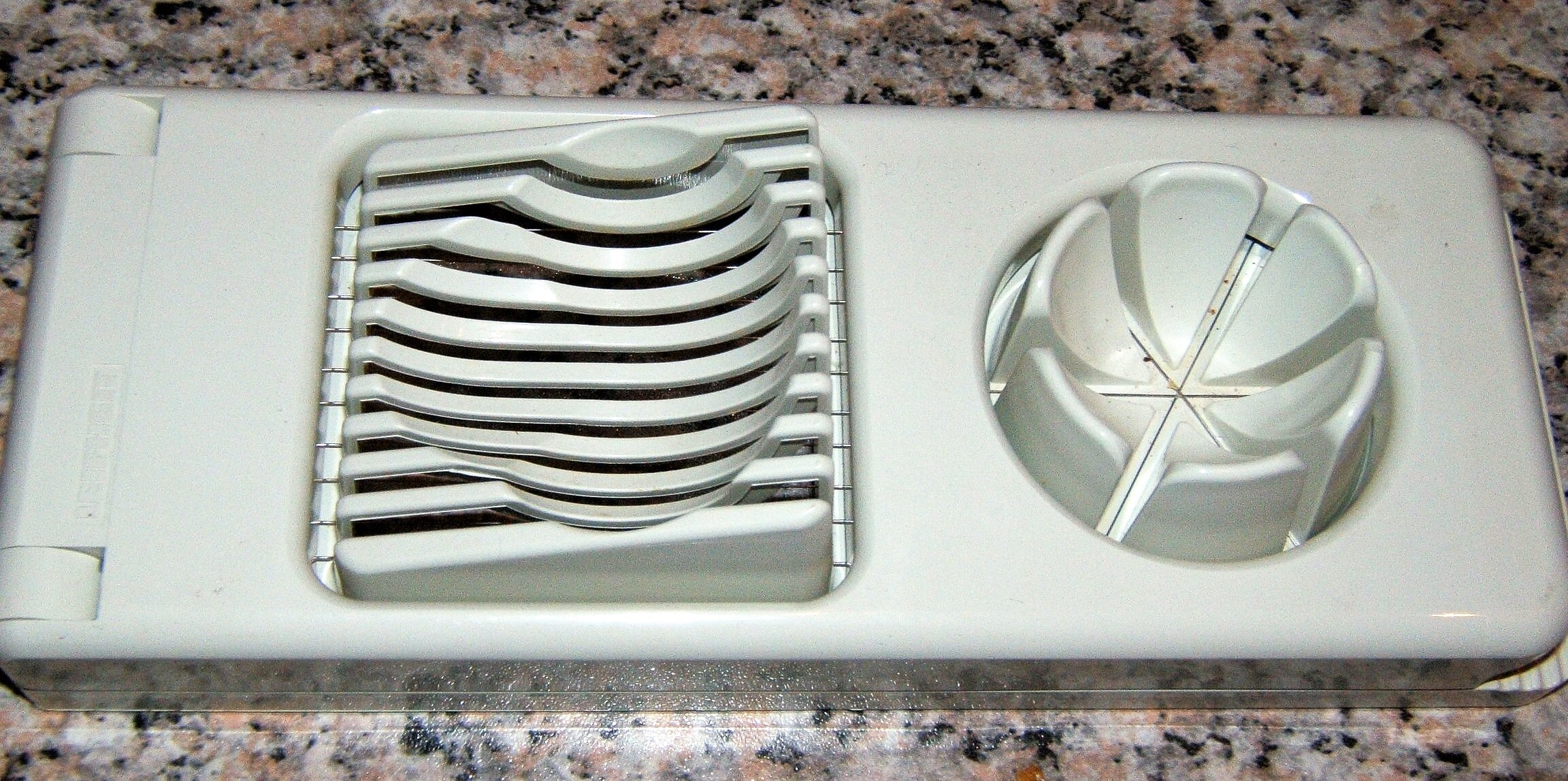
Eierschneider, mit dem Eier sowohl in Scheiben als auch in Sechstelstücke geschnitten werden können

Ein Eierschneider (Österreichisch: Eierharfe) ist ein Küchengerät, mit dem hartgekochte Eier in gleichmäßige Scheiben geschnitten werden. Diese werden als Brotbelag oder zum Garnieren von Salaten und kalten Platten verwendet.
Eierschneider bestehen aus zwei Teilen, einem Unterteil aus Kunststoff, Aluminium oder Edelstahl mit einer Mulde zur Aufnahme des hartgekochten und danach geschälten Eis und einem schwenkbaren Oberteil mit parallel gespannten, als Schneiden dienenden, dünnen Drähten. Durch einmaliges Herunterdrücken wird das Ei in Scheiben geschnitten. Wird es danach noch ein- oder zweimal um 90° gedreht und erneut geschnitten, entstehen Streifen oder Würfel.
Ähnliche, entsprechend größere Geräte werden auch zum Schneiden von Mozzarella angeboten. 
Zum Erfinder des Eierschneiders existieren widersprüchliche Darstellungen. Bereits im Jahre 1904 meldete Minna Sophie Friederike Petersen einen zangenförmigen Eierschneider zum Patent an. Im Jahre 1912 patentierte Willy Abel einen Eierschneider und ließ das Modell in den im gleichen Jahr gegründeten Harras-Werken in Lichtenberg bei Berlin herstellen.